# Casa Buonarroti

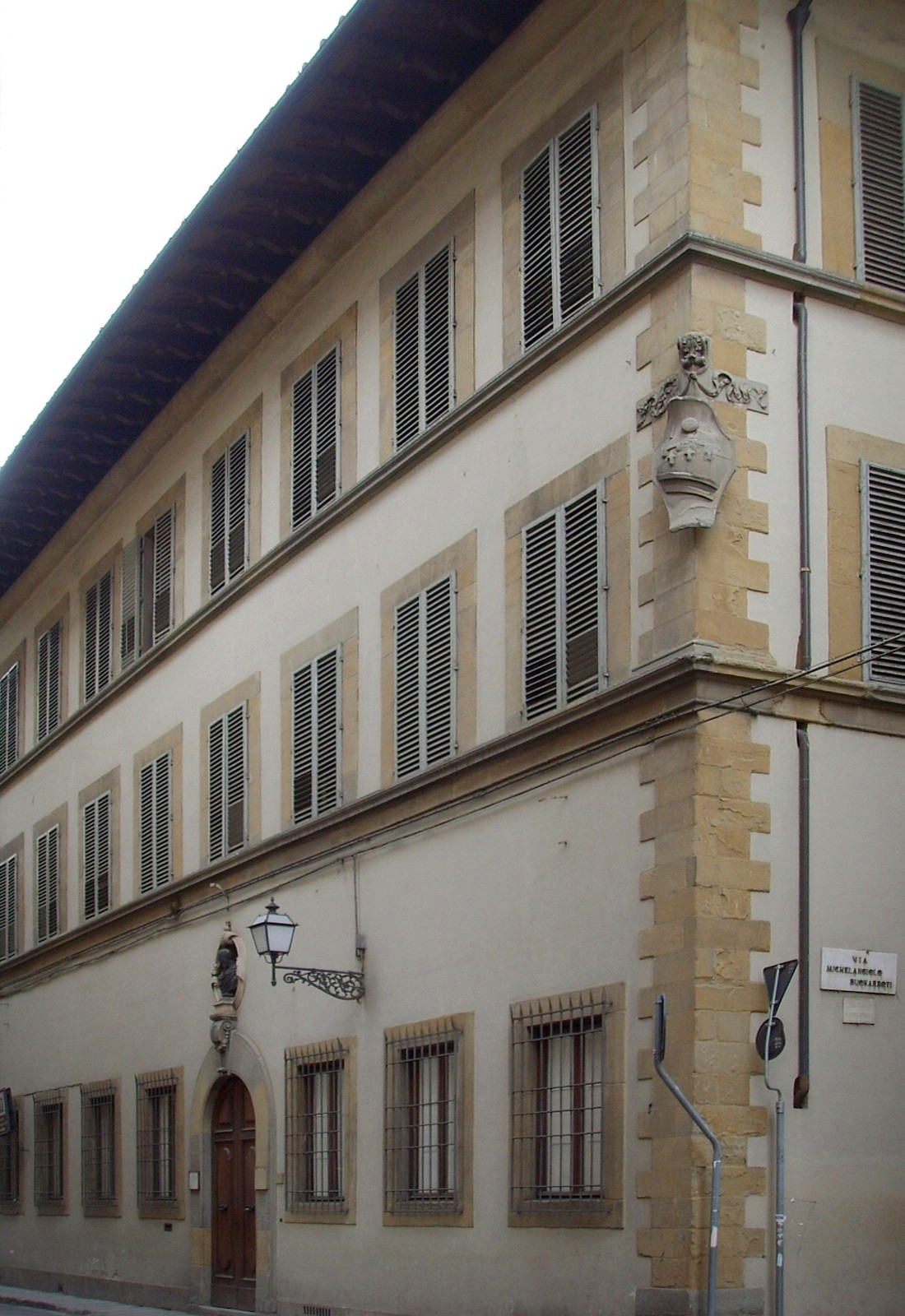
Die Casa Buonarroti

Die Casa Buonarroti (Haus (der Familie) Buonarroti) ist ein Michelangelo Buonarroti gewidmetes Museum in Florenz, das sich im ehemaligen Palazzo der Familie Buonarroti in der Via Ghibellina, Ecke Via Buonarroti befindet.

## Geschichte des Palazzo
Das Gebäude wurde von einem Neffen Michelangelos, Leonardo Buonarroti, in den Jahren 1546 bis 1553 errichtet. Michelangelo, der im Jahr 1564 starb und seine letzten Jahre in Rom verbrachte, hat selbst zu keinem Zeitpunkt in dem Palazzo gewohnt. Später wurde der Palazzo von einem Großneffen des Meisters, dem Sohn des Leonardo, erweitert und restauriert, bis es schließlich im Jahr 1612 seine heutige Gestalt annahm.
Michelangelos Großneffe bediente sich für die Erweiterungs- und Umbaumaßnahmen eines Projekts, das unter anderem zwei Zeichnungen des Meisters beinhaltete. In den internen Dekorationen wird der berühmte Großonkel ausgiebig gefeiert. Im Jahr 1858 brachte der letzte Abkömmling der Familie Buonarroti, Cosimo, das Haus und die darin enthaltenen Sammlungen in eine Stiftung ein, womit der Grundstein für das bestehende öffentlich zugängliche Museum gelegt war.
In den 1950er und 1960er Jahren wurde der Palazzo mehrmals restauriert. Vor allem das große Arno-Hochwasser im November 1966 beschädigte die Casa Buonarroti und machte umfangreiche Restaurierungsarbeiten notwendig.

## Sammlungen
Die Casa Buonarroti enthält eine ganze Reihe von Werken Michelangelos, welche sein Neffe und dessen Nachfahren zusammengetragen haben.
- Wachs- und Bronzemodelle
- Ein großes Holzmodell für das Projekt der Fassadengestaltung der Basilica di San Lorenzo di Firenze
- Eine große Zahl von Zeichnungen
- Ein marmornes Flachrelief einer Madonna mit dem Kind (die Madonna auf der Treppe), das um 1491 entstanden ist
- Die Zentaurenschlacht, ein marmornes Hochrelief, bei dem es sich ebenfalls um eine Jugendarbeit des Meisters handelt (um 1492)
- Diverse Entwürfe (bozzetti) für Skulpturen aus Terracotta und anderen Materialien, der Torso eines Flussgottes, Zwei Kämpfende und eine Madonna mit dem Kind

Werke anderer Künstler:
- Eine Michelangelo-Büste von Daniele da Volterra, nach der Totenmaske
- Fresken mit Szenen aus Michelangelos Leben
- Arbeiten, welche den Einfluss Michelangelos auf andere Künstler zeigen

Kunstwerke aus der Antike:
- Stele des Larth Ninie, ein etruskisches Grabmal aus dem 6. Jahrhundert v. Chr.
- Mehrere Sarkophage aus der spätetruskischen Epoche
- Artefakte aus der römischen Antike

## Bibliothek
Die Casa Buonarroti enthält eine nach Anmeldung öffentlich zugängliche Bibliothek mit 11.000 Büchern, darunter einige Raritäten aus dem 16. Jahrhundert. Des Weiteren befindet sich im Museum eine Fotothek mit 10.000 Fotografien, größtenteils von Werken Michelangelos, aber auch solchen anderer Künstler.